# Taurus-Littrow

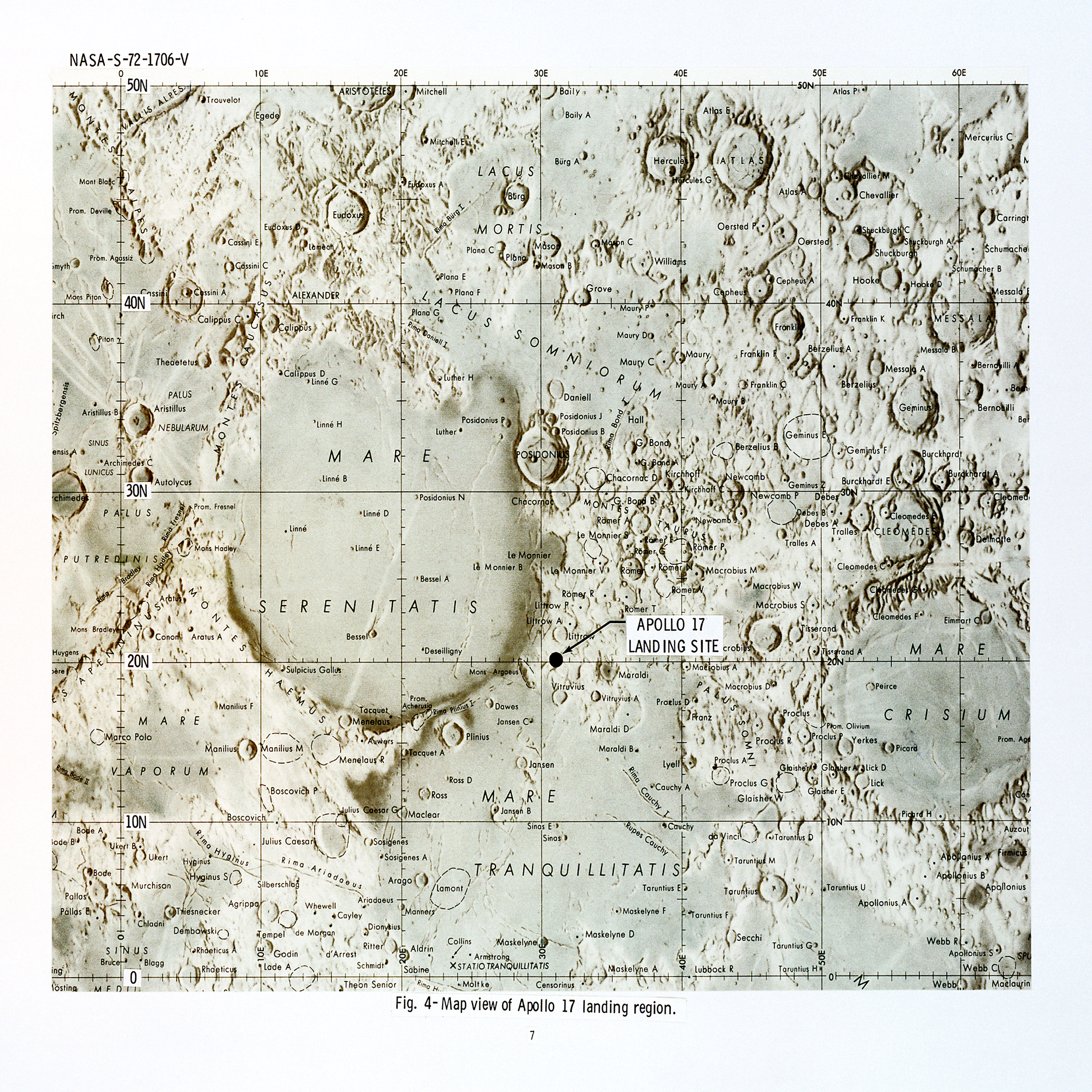
Mapa da Lua indicando a posição de Taurus-Littrow (ponto preto), local de pouso da Apollo 17.

Taurus-Littrow é um vale da Lua, localizado na borda sudoeste do Mar da Serenidade. Foi formado aproximadamente a 3,8 bilhões de anos, quando um asteróide do tamanho de uma montanha colidiu com a Lua escavando uma bacia de setecentos quilômetros de diâmetro, formando o Mar da Serenidade. Ao redor de sua borda, formou-se um anel de montanhas e vales radiais, um destes vales é o Taurus-Littrow. Esse foi o local de pouso da Apollo 17.